# Vojislav Marinković
Vojislav Marinković (Belgrado 13 de mayo de 1876-Belgrado, 18 de septiembre de 1935) fue un diplomático y político yugoslavo, varias veces ministro de Asuntos Exteriores y brevemente primer ministro del país durante la dictadura del rey Alejandro I.

## Comienzos
Nacido en Belgrado, por entonces capital del Principado de Serbia, en 1876, cursó sus estudios secundarios en la ciudad, se graduó en derecho en su universidad y luego se doctoró en ciencias políticas y económicas en París.
Desde 1901 trabajó en el Ministerio de Finanzas y fue director del Banco de Negocios. Fue diputado del Parlamento serbio desde 1906. Desde 1914 hasta 1917, sirvió como ministro de Economía en el Gobierno de concentración. Nuevamente ministro a finales de 1918, participó en la Conferencia de Paz de París.

## Periodo parlamentario en Yugoslavia
Fue ministro del Interior brevemente a finales de 1921 y comienzos de 1922.
Fungió de ministro de Asuntos Exteriores yugoslavo en los Gobiernos de Ljubomir Davidović —durante unos meses de 1924—, Velimir Vukićević y Anton Korošec, último del periodo parlamentario.

## Dictadura real
Con la proclamación de la dictadura del monarca, Marinkovic ingresó en el gabinete presidido por el antiguo jefe de la guardia real, el general Petar Živković, en enero de 1929. Desempeñó el cargo de ministro de Asuntos Exteriores. Relevó a Živković al frente del Gobierno en abril de 1932, con el objetivo de cambiar la imagen de la dictadura gracias a su experiencia como veterano diputado y distinguido miembro del Partido Democrático.
Durante su corto periodo al frente del poder ejecutivo, suavizó la represión política, permitiendo los contactos entre los antiguos partidos. Su programa, que quedó sin aplicar por su pronto relevo, incluía la liberalización de la ley electoral aprobada en 1931 y la revisión de la Constitución promulgada durante la dictadura. Llegó a mencionar públicamente la posibilidad de convocar un referéndum sobre la federalización del país, que disgustó tanto a algunos de sus ministros como al rey, que lo relevó en julio de 1932. Le sucedió al frente del Gobierno su antiguo ministro de Interior, Milan Srškić, opuesto a la rápida liberalización que había propugnado Marinković. Enfermó, falleció al poco tiempo, en julio de 1935.
| Predecesor: Petar Živković | Primer ministro del Reino de Yugoslavia 1932 | Sucesor: Milan Srškić |